# Paul Le Guen
Paul Le Guen (Pencran, 1 maart 1964) is een Frans voetbalcoach en voormalig profvoetballer die speelde als verdediger.
Als trainer kende hij vooral met Olympique Lyon een succesrijke periode door driemaal kampioen van Frankrijk te worden.
Nigeria presenteerde Le Guen op 19 juli 2016 als de nieuwe bondscoach van het Nigeriaans voetbalelftal als opvolger van de opgestapte oud-Ajacied Sunday Oliseh. Een dag later echter werd duidelijk dat de 52-jarige Fransman toch niet de nieuwe leidsman van Nigeria zou worden. Bij het tekenen van het contract bleek dat hij in Nigeria moest komen wonen en Le Guen weigerde dat. Daarop stelde de bond de voormalige interim-bondscoach Salisu Yusuf aan.

## Speler
- 1972-77: Landerneau FC
- 1977-83: US Pencran
- 1983-89: Stade Brestois
- 1989-91: FC Nantes
- 1991-98: Paris Saint-Germain

##### Prijzen
- Landskampioen:
  - 1994, Paris Saint-Germain

## Trainer

### Prijzen
- Landskampioen:
  - Olympique Lyonnais, 2003
  - Olympique Lyonnais, 2004
  - Olympique Lyonnais, 2005